# أجينسي
أجينسي (بالإنجليزية: Agency, Iowa)‏ هي مدينة تقع في ولاية آيوا في الولايات المتحدة. تبلغ مساحة هذه المدينة 1.68 (كم²)، وترتفع عن سطح البحر 247 م، بلغ عدد سكانها 638 نسمة في عام 2012 حسب إحصاء مكتب تعداد الولايات المتحدة.

## التركيبة السكانية
قام مكتب تعداد الولايات المتحدة بتحديد بيانات التركيبة السكانية لأجينسيفي تعداد الولايات المتحدة. في ما يلي، التركيبة السكانية حسب تعدادي 2000 و2010.

### تعداد عام 2000
بلغ عدد سكان أجينسي 622 نسمة بحسب تعداد عام 2000، وبلغ عدد الأسر 272 أسرة وعدد العائلات 178 عائلة مقيمة في المدينة. في حين سجلت الكثافة السكانية 1,074.6 نسمة لكل ميل مربع (414.9/كم2). وبلغ عدد الوحدات السكنية 286 وحدة بمتوسط كثافة قدره 494.1 نسمة لكل ميل مربع (190.8/كم2).
وتوزع التركيب العرقي للمدينة بنسبة 99.20% من البيض و 0.48% من الأمريكيين ذوي الأصول الآسيوية و 0.16% من الأمريكيين الأفارقة.
بلغ عدد الأسر 272 أسرة كانت نسبة 23.9% منها لديها أطفال تحت سن الثامنة عشر تعيش معهم، وبلغت نسبة الأزواج القاطنين مع بعضهم البعض 58.5% من أصل المجموع الكلي للأسر، ونسبة 5.9% من الأسر كان لديها معيلات من الإناث دون وجود شريك، وكانت نسبة 34.2% من غير العائلات. تألفت نسبة 31.6% من أصل جميع الأسر من أفراد ونسبة 17.6% كانوا يعيش معهم شخص وحيد يبلغ من العمر 65 عاماً فما فوق. وبلغ الحجم الوسطي للأسر 2.89، أما الحجم الوسطي للعائلات فبلغ 2.29.
بلغ العمر الوسطي للسكان 43 عاماً. وكانت نسبة 5.1% بين الثامنة عشر والأربعة وعشرون عاماً، ونسبة 26.0% كانت واقعةً في الفئة العمرية ما بين الخامسة والعشرون حتى والأربعة وأربعون عاماً، ونسبة 24.3% كانت ما بين الخامسة والأربعون حتى الرابعة والستون، ونسبة 22.0% كانت ضمن فئة الخامسة والستون عاماً فما فوق. وتوزع التركيب الجنسي للسكان بنسبة 46.9% ذكور و53.1% إناث.

### تعداد عام 2010
بلغ عدد سكان أجينسي 638 نسمة بحسب تعداد عام 2010، وبلغ عدد الأسر 277 أسرة وعدد العائلات 189 عائلة مقيمة في المدينة. في حين سجلت الكثافة السكانية 981.5 نسمة لكل ميل مربع (379.0/كم2). وبلغ عدد الوحدات السكنية 306 وحدة بمتوسط كثافة قدره 470.8 لكل ميل مربع (181.8/كم2).
وتوزع التركيب العرقي للمدينة بنسبة 97.6% من البيض و 1.3% من الأمريكيين الأصليين و 0.9% من عرقين مختلطين أو أكثر.
بلغ عدد الأسر 277 أسرة كانت نسبة 27.8% منها لديها أطفال تحت سن الثامنة عشر تعيش معهم، وبلغت نسبة الأزواج القاطنين مع بعضهم البعض 54.2% من أصل المجموع الكلي للأسر، ونسبة 8.7% من الأسر كان لديها معيلات من الإناث دون وجود شريك، بينما كانت نسبة 5.4% من الأسر لديها معيلون من الذكور دون وجود شريكة وكانت نسبة 31.8% من غير العائلات. تألفت نسبة 27.8% من أصل جميع الأسر من أفراد ونسبة 12.7% كانوا يعيش معهم شخص وحيد يبلغ من العمر 65 عاماً فما فوق. وبلغ الحجم الوسطي للأسر 2.75، أما الحجم الوسطي للعائلات فبلغ 2.30.
بلغ العمر الوسطي للسكان 44.6 عاماً. وكانت نسبة 20.4% من القاطنين تحت سن الثامنة عشر، وكانت نسبة 7% بين الثامنة عشر والأربعة وعشرون عاماً، ونسبة 22.9% كانت واقعةً في الفئة العمرية ما بين الخامسة والعشرون حتى والأربعة وأربعون عاماً، ونسبة 27.2% كانت ما بين الخامسة والأربعون حتى الرابعة والستون، ونسبة 22.3% كانت ضمن فئة الخامسة والستون عاماً فما فوق. وتوزع التركيب الجنسي للسكان بنسبة 48.9% ذكور و51.1% إناث.